# Transakcja (finanse)
Transakcja – czynność zachodząca między sprzedającym i kupującym, która ma na celu wymianę towaru lub usługi. Transakcja finansowa kończy się umową sprzedaży.
Można wyróżnić: 
- Transakcję natychmiastową – umowę, w której strony zobowiązują się dokonać wymiany określonych towarów po uzgodnionej cenie niezwłocznie od momentu zawarcia umowy.
- Transakcję terminową – umowę, w której cena ustalana jest w momencie zawarcia umowy, a dostawa i zapłata – w terminie późniejszym, określonym w umowie.
- Transakcję wiązaną – umowę zawieraną wraz z zobowiązaniem, że kontrahent kupi lub sprzeda dodatkowo inny towar oprócz towaru, którego dotyczy transakcja.

Na rynku walutowym transakcje natychmiastowe określa się mianem spot, a terminowe mianem futures.